# Potential der einfachen Schicht
Als Potential der einfachen Schicht wird eine von Karl-Rudolf Koch in den 1970er-Jahren entwickelte Methode bezeichnet, mit der durch Einführung von Flächenbelegungen die Berechnung des Erdschwerefeldes vereinfacht oder beliebig verfeinert werden kann. Die Methode hat zwar – im Gegensatz etwa zu den harmonischen Modellen mittels Legendre- und Kugelflächenfunktionen – bei der Approximation des Schwerepotentials eine unstetige Charakteristik an den Modellrändern, benötigt aber nur einen Bruchteil der Rechenzeit und ein etwa halb so großes Gleichungssystem wie die klassische Neumann’sche Methode.

## Geoid, Störpotential und Flächenbelegungen
Das Schwerepotential und seine Funktionale – die wichtigsten sind das Geoid, die Lotabweichungen und die Schwereanomalien – werden großteils durch die Gravitation des Erdkörpers und die Fliehkraft der Erdrotation verursacht. Jedoch bewirken alle Unregelmäßigkeiten der Erdoberfläche (Gelände, unterschiedliche Dichten) und der geologische Aufbau der Erdkruste Abweichungen vom Normalfeld, das dem theoretischen Schwerefeld eines mittleren Erdellipsoids gleichgesetzt wird.
Jede zusätzliche oder gegenüber dem Erdellipsoid fehlende Masse – die in ihrer Gesamtheit als Massenverteilung bezeichnet wird – verändert das Schwerepotential der Erde, und zwar umso mehr, je näher die Anomalie am jeweiligen Messpunkt liegt. Die Potentialänderung wird als Störpotential bezeichnet und kann durch ein Skalar (eine lokale Differenz in der potentiellen Energie) ausgedrückt werden.
Ein Gebirgsmassiv erhöht z. B. das Erdpotential um einige Zehntel Promille, was sich in erhöhter Schwerkraft und einer geringfügigen Auswölbung der Niveauflächen und des Geoids auswirkt. Besser vorstellbar ist dieser Effekt, wenn man die Lotrichtung betrachtet.
Das Gebirge zieht eine frei hängende Lotschnur etwas zu sich, wodurch sich auch die darauf senkrechte örtliche Horizontale (eine Parallele zum Geoid) etwas verändert. Die resultierende Aufwölbung wird Geoidundulation genannt. Auf der anderen Seite des Gebirges verläuft der Effekt entgegengesetzt. Bei den entsprechenden Berechnungen, die mit Gesteinswürfeln oder Prismen durchgeführt werden, muss zwar die nächste Umgebung genau berücksichtigt werden, für das fernere Gelände genügt aber ein relativ grobes Modell. Die Lotabweichungen betragen in den Alpen maximal 50″ (0,015°), im Hügelland etwa ein Zehntel davon, sie sind aber bei jeder genauen Vermessung zu berücksichtigen (siehe topografische Reduktion).
Die Methode der Flächenbelegung kann diese Berechnungen vereinfachen, indem die Berge durch Massenbelegungen modelliert werden. Das sind unendlich dünne, übereinander legbare Platten, deren (fiktive) Massen dem Gesteinskörper entsprechen. Ein Massendefizit (z. B. ein tiefes Tal) wird durch negative Massen modelliert.

## Das Störpotential und seine Funktionale
Zur Berechnung des Störpotentials {\displaystyle T} an einem bestimmten Punkt sind theoretisch alle Störmassen (d. h. die Abweichungen der Erdfigur von einem idealen Ellipsoid) ins Kalkül zu ziehen. De facto ist aber nur für die nächste Umgebung ein genaues digitales Geländemodell erforderlich, während für Entfernungen über 50 km ein sehr grobmaschiges Modell ausreicht.
Das gesamte Schwerepotential {\displaystyle W} an einem Punkt {\displaystyle P} der Erdoberfläche (der sog. Aufpunkt) mit den kartesischen Koordinaten {\displaystyle X,Y,Z} lässt sich als Volumenintegral über die gesamte Erdmasse schreiben, indem das auf {\displaystyle P} wirkende Potential aller Massenpunkte der Erde summiert wird. Diese Massenpunkte mit dem Volumenelement {\displaystyle \mathrm {d} V} haben die individuelle Dichte {\displaystyle \rho } (Gesteine 2,5–3,3 g/cm³, Erdmantel 4–6 g/cm, Erdkern ~10 g/cm³), die von ihrer Lage im Erdkörper {\displaystyle (x,y,z)} abhängt. Im Nenner steht der Vektor {\displaystyle \mathbf {r} } zwischen dem Aufpunkt {\displaystyle P} und dem jeweiligen Massenpunkt {\displaystyle \rho \mathrm {d} V}:
{\displaystyle W(X,Y,Z)=\int _{\text{Erde}}{\frac {\rho (x,y,z)\mathrm {d} V}{|\mathbf {r} |}}}.
Numerisch ist eine exakte Lösung nicht möglich, weil die Erde schon bei Zerlegung in 1 km³ große „Punktmassen“ in einer Billion Teile modelliert werden müsste. Außerdem kennt man den Verlauf der Dichte im tieferen Untergrund nicht genau genug. Die praktische Berechnung solcher Potentiale muss sich daher mit Näherungslösungen und gebietsweisen Abschätzungen begnügen.
Eine wesentliche Vereinfachung ergibt sich, wenn die obige Gleichung auf sog. Störmassen beschränkt wird, welche die Abweichung vom Erdellipsoid repräsentieren. Das Erdinnere wird dabei mit Theorien wie der Gleichgewichtsfiguren erfasst, was heute auf wenige Millionstel genau möglich ist. Das zugehörige theoretische Potential wird mit {\displaystyle U} bezeichnet
Das Störpotential {\displaystyle T} ergibt sich somit zu
{\displaystyle T(X,Y,Z):=W(X,Y,Z)-U(X,Y,Z)=\int _{\text{Störmassen}}{\frac {\rho (x,y,z)\mathrm {d} V}{|\mathbf {r} |}}} ,
was bereits einer annähernd praktikablen Modellierung zugänglich ist.
Die weiteren interessierenden Größen des Schwerefeldes sind Funktionale dieses Störpotentials {\displaystyle T}, wobei {\displaystyle \gamma } die ellipsoidische Normalschwere am Aufpunkt {\displaystyle P} ist und {\displaystyle R} der mittlere Erdradius. Das kartesische Koordinatensystem {\displaystyle x,y,z} wird durch ein lokales System {\displaystyle u,v,w} ersetzt, worin {\displaystyle w} in Richtung der örtlichen Vertikale weist, {\displaystyle u} nach Norden und {\displaystyle v} nach Osten:
- Geoidundulation {\displaystyle \zeta =T/\gamma }
- Schwereanomalie {\displaystyle \Delta g={\frac {\partial T}{\partial w}}-T{\frac {2}{R}}}
- Komponenten der Lotabweichung {\displaystyle {\begin{aligned}\xi &=-{\frac {1}{\gamma }}{\frac {\partial T}{\partial u}}\\\eta &=-{\frac {1}{\gamma }}{\frac {\partial T}{\partial v}}\end{aligned}}}

## Approximation des Störpotentials mit Flächenbelegungen
Die Modellierung des Erdschwerefeldes erfolgt mittels Potential der einfachen Schicht (potential of a simple layer). Mehrere dieser dünnen, mit konkreten Massen behafteten Schichten werden fiktiv auf der Erdoberfläche ausgebreitet und können sich allenfalls überlagern. Ihre Dichten werden als Unbekannte angesetzt und mittels der gegebenen Schweredaten durch Ausgleichsrechnung nach kleinsten Quadraten ermittelt.
In der ersten Version der Methode (Koch 1970) wurden 192 Oberflächenelemente definiert, deren Massen einem harmonischen Potentialmodell (Kugelfunktionen bis zu Grad und Ordnung 15) der Satellitengeodäsie angepasst wurden, sowie einem großen Datensatz von terrestrischen Schwereanomalien.
Die Dichte dieser Kugelkalotten bezogen sich auf ein Referenzellipsoid, das dieselbe Abplattung hat wie ein Erdkörper im hydrostatischen Gleichgewicht. Die derart ermittelten Ergebnisse haben daher auch Bezug zu geophysikalischen Fragestellungen.
In späteren Anwendungen (Koch 1975f) wurden zusätzliche Kombinationslösungen zwischen Schwereanomalien und Satellitenaltimetrie durchgeführt. Diese Höhenmessungen waren bereits Mitte der siebziger Jahre so genau, dass eine gemeinsame Modellierung mit den Bahnstörungen versucht werden konnte.
Die zu bestimmenden Dichtewerte der Oberflächenelemente werden zwar als konstant angesetzt, doch lässt sich das Auflösungsvermögen des Modells durch eine Änderung ihrer Anzahl an die Qualität der Schweredaten anpassen.
Wenn die Altimeter- oder Schweredaten die Erde sehr dicht überdecken bzw. von hoher Genauigkeit sind, kann das Verfahren durch einen feineren Raster von Potentialschichten sehr flexibel gestaltet werden.
Bei der Berechnung dieser Oberflächenelemente kann die Ausgleichung durch zusätzliche Übergangs- oder Pufferzonen ergänzt werden und lässt sich zur Lösung sehr großer Gleichungssysteme in kleinere, unabhängige Subsysteme aufspalten. 

Auch ein Übergang auf Kollokationsmethoden ist möglich.